# 필립 시모어 호프먼
필립 시모어 호프먼(영어: Philip Seymour Hoffman, 1967년 7월 23일 ~ 2014년 2월 2일)은 미국의 배우이다. 주로 폴 토머스 앤더슨 감독과 작업하였으며 카포티로 제78회 아카데미 시상식에서 남우주연상, 마스터로 제68회 베니스 국제영화제에서 연기상을 수상하였다.
2014년 2월 2일 약물 과다복용으로 사망하였다. 향년 48세

## 출연 작품
- 모스트 원티드 맨 (A Most Wanted Man, 2014) - 군터 바흐만
- 갓즈 포켓 (God's Pocket, 2014) - 미키
- 헝거 게임: 캣칭 파이어 (The Hunger Games: Catching Fire, 2013) - 플루타르크 헤븐스비
- 마지막 4중주 (A Late Quartet, 2012) - 로버트 겔바트
- 마스터 (The Master, 2012) - 랭카스터 도드
- 머니볼 (Moneyball, 2011) - 아트 하우
- 킹메이커 (The Ides of March, 2011) - 폴 자라
- 잭 고즈 보팅 (Jack Goes Boating, 2010) - 잭
- 락앤롤 보트 (The Boat That Rocked, 2009) - 더 카운트
- 메리와 맥스 (Mary And Max, 2009) - 맥스 호로비츠 (목소리)
- 다우트 (Doubt, 2008) - 브렌단 플린 신부
- 시네도키, 뉴욕 (Synecdoche, New York, 2008) - 케이든 코타드
- 찰리 윌슨의 전쟁 (Charlie Wilson's War, 2007) - 거스트 애브라코토스
- 악마가 너의 죽음을 알기 전에 (Before the Devil Knows You're Dead, 2007) - 앤디 핸슨
- 세비지스 (The Savages, 2007) - 존 세비지
- 미션 임파서블 3 (Mission: Impossible III, 2006) - 오웬 데이비언
- 카포티 (Capote, 2005) - 트루먼 카포티
- 폴리와 함께 (Along Came Polly, 2004) - 샌디 라일
- 콜드 마운틴 (Cold Mountain, 2003) - 비지
- 오닝 마호니 (Owning Mahowny, 2003) - 댄 마호니
- 25시 (25th Hour, 2002) - 제이콥
- 레드 드래곤 (Red Dragon, 2002) - 프레디
- 펀치 드렁크 러브 (Punch-Drunk Love, 2002) - 딘 트럼벨
- 러브 라이자 (Love Liza, 2002) - 윌슨 조엘
- 올모스트 페이머스 (Almost Famous, 2000) - 레스터 뱅스
- 미스터 헐리웃 (State And Main, 2000) - 조셉 터너 화이트
- 리플리 (The Talented Mr. Ripley, 1999) - 프레디 마일즈
- 매그놀리아 (Magnolia, 1999) - 필 파마
- 플로리스 (Flawless, 1999) - 러스티
- 패치 아담스 (Patch Adams, 1999) - 미치 로먼
- 해피니스 (Happiness, 1998) - 알렌
- 위대한 레보스키 (The Big Lebowski, 1998) - 브랜트
- 넥스트 스탑 원더랜드 (Next Stop Wonderland, 1998) - 션
- 부기 나이트 (Boogie Nights, 1997) - 스카티
- 트위스터 (Twister, 1996) - 더스틴 데이비스
- 리노의 도박사 (Hard Eight, 1996) - Young Craps Player
- 여인의 향기 (Scent of a Woman, 1992) - 조지 윌리스 주니어
- 트리플 보기 온 어 파 파이브 홀 (Triple Bogey on a Par Five Hole, 1991) - 클러치

## 수상 경력
- 1999년 제4회 새틀라이트시상식 뮤지컬/코미디부문 남우주연상
- 2000년 제71회 미국비평가협회상 남우조연상
- 2004년 클로트루디스영화제 남우주연상
- 2005년 오스틴비평가협회상 남우주연상
- 2005년 제26회 보스턴비평가협회상 남우주연상
- 2005년 달라스-포트워스 비평가협회상 남우주연상
- 2005년 제18회 시카고비평가협회상 남우주연상
- 2005년 루와비평가협회상 남우주연상
- 2005년 캔자스시티비평가협회상 남우주연상
- 2005년 제10회 새틀라이트시상식 드라마부문 남우주연상
- 2005년 남동부비평가협회상 남우주연상
- 2005년 유타비평가협회상 남우주연상
- 2005년 제4회 워싱턴비평가협회상 남우주연상
- 2006년 온라인영화비평가협회상 남우주연상
- 2006년 플로리안비평가협회상 남우주연상
- 2006년 클로트루디스영화제 남우주연상
- 2006년 제77회 미국비평가협회상 남우주연상
- 2006년 제63회 골든글로브시상식 드라마부문 남우주연상
- 2006년 제40회 전미비평가협회상 남우주연상
- 2006년 제31회 LA비평가협회상 남우주연상
- 2006년 제11회 크리틱스초이스 남우주연상
- 2006년 제12회 미국배우조합상 영화부문 남우주연상
- 2006년 벤쿠버비평가협회상 남우주연상
- 2006년 샌디에고비평가협회상 남우주연상
- 2006년 토론토비평가협회상 남우주연상
- 2006년 제21회 인디펜던트스피릿어워즈 남우주연상
- 2006년 제59회 영국아카데미시상식 남우주연상
- 2006년 제78회 아카데미시상식 남우주연상
- 2008년 제23회 인디펜던트스피릿어워즈 남우주연상
- 2008년 제23회 인디펜던트스피릿어워즈 로버트 알트먼상
- 2012년 제69회 베니스국제영화제 볼피컵 남우주연상
- 2012년 앨리스 오브 우먼 필름 저널리스트 어워즈 남우조연상
- 2012년 어워즈씨어큐트커뮤니티어워즈 남우조연상
- 2012년 인터네셔널사인필리소셔티어워즈 남우조연상
- 2012년 오클라호마비평가협회상 남우조연상
- 2012년 덴버비평가협회상 남우조연상
- 2012년 제25회 시카고비평가협회상 남우조연상
- 2012년 제11회 워싱턴비평가협회상 남우조연상
- 2012년 포닉스비평가협회상 남우조연상
- 2012년 남동부비평가협회상 남우조연상
- 2012년 노스카롤리나비평가협회상 남우조연상
- 2012년 캔자스시티비평가협회상 남우조연상
- 2012년 조지아비평가협회상 남우조연상
- 2013년 플로리안비평가협회상 남우조연상
- 2013년 온라인영화비평가협회상 남우조연상
- 2013년 제33회 런던비평가협회상 남우조연상
- 2013년 제18회 크리틱스초이스 남우조연상
- 2013년 벤쿠버비평가협회상 남우조연상
- 2013년 토론토비평가협회상 남우조연상